# 外東北
外東北，又稱外滿洲（穆麟德轉寫：tulergi manju，羅馬化：Priamurye）、俄屬滿洲、俄占滿洲，是遠東歷史地區，因位于满洲地區外侧（与「内满洲」对应），故得其名。外東北涵蓋外兴安岭以南、黑龍江以北、乌苏里江以东、库页岛加上江东六十四屯合计近一百万平方公里土地，歷史上为扶餘國、室韦、黑水靺鞨、女真、滿族等部族居住區域，並先後為辽朝、金朝、元朝、明朝和清朝等政权所统治；直至晚清時期，俄罗斯帝国於1858年至1860年間，以武力威脅清廷簽訂《璦琿條約》及《北京條約》等不平等條約，進而吞併此地（史稱兼併阿穆爾）。外東北自此易手至今，現由俄羅斯聯邦統治。

## 歷史

### 中國統治時期

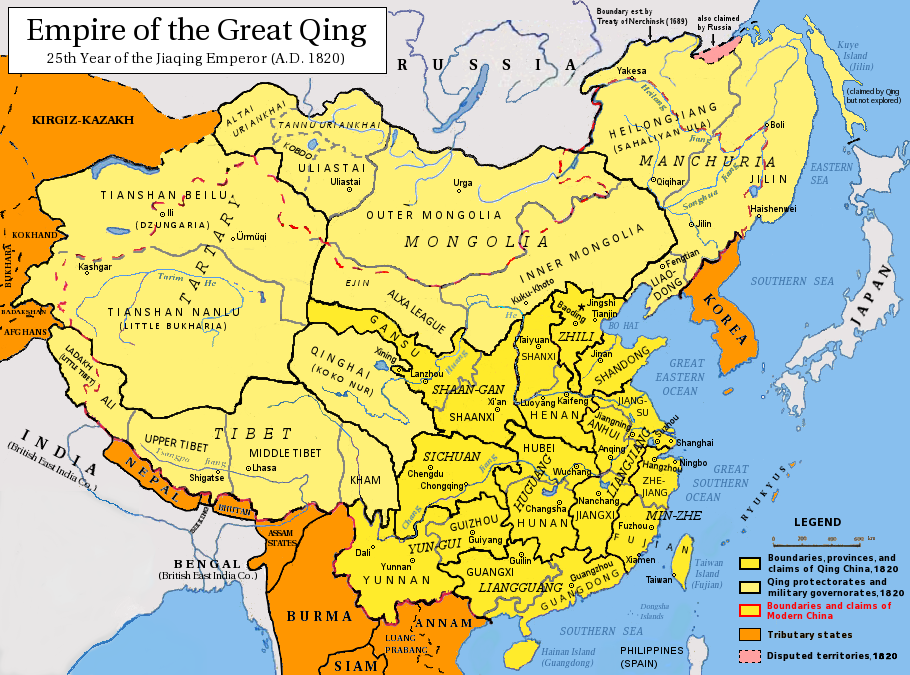
1820年大清疆域

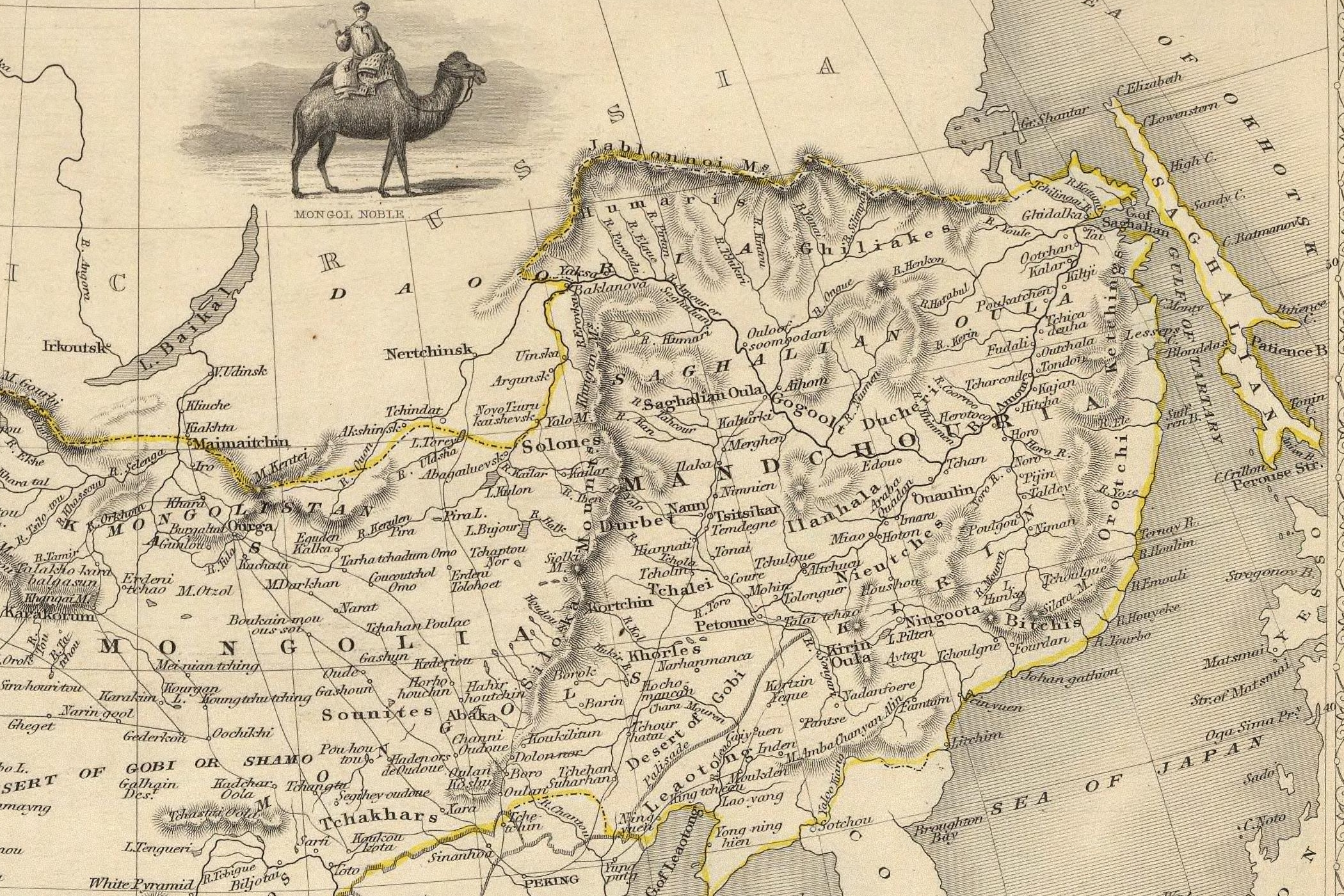
1851年大清疆域

1689年（康熙二十八年），大清帝国跟俄罗斯沙皇国簽署第一份關於邊界的條約——《尼布楚條約》，條約中明確訂定整個外東北地區均屬大清。
1. 从黑龙江支流格尔必齐河到外兴安岭直到海，岭南属大清，岭北属沙俄。西以额尔古纳河为界，南属大清，北属沙俄，额尔古纳河南岸之黑里勒克河口诸房舍，应悉迁移于北岸；
2. 雅克萨地方属于大清，拆毁雅克萨城，俄人迁回俄境。两国猎户人等不得擅自越境，否则捕拿问罪。十数人以上集体越境须报闻两国皇帝，否則依罪处以死刑；
3. 此约订定以前所有一切事情，永作罢论。自两国永好已定之日起，嗣后有逃亡者，各不收纳，并应械系遣还。
4. 双方在对方国家的侨民“悉听如旧”。
5. 两国人带有往来文票（护照）的，允许其边境贸易；
6. 和好已定，两国永敦睦谊，自来边境一切争执永予废除，倘各严守约章，争端无自而起。

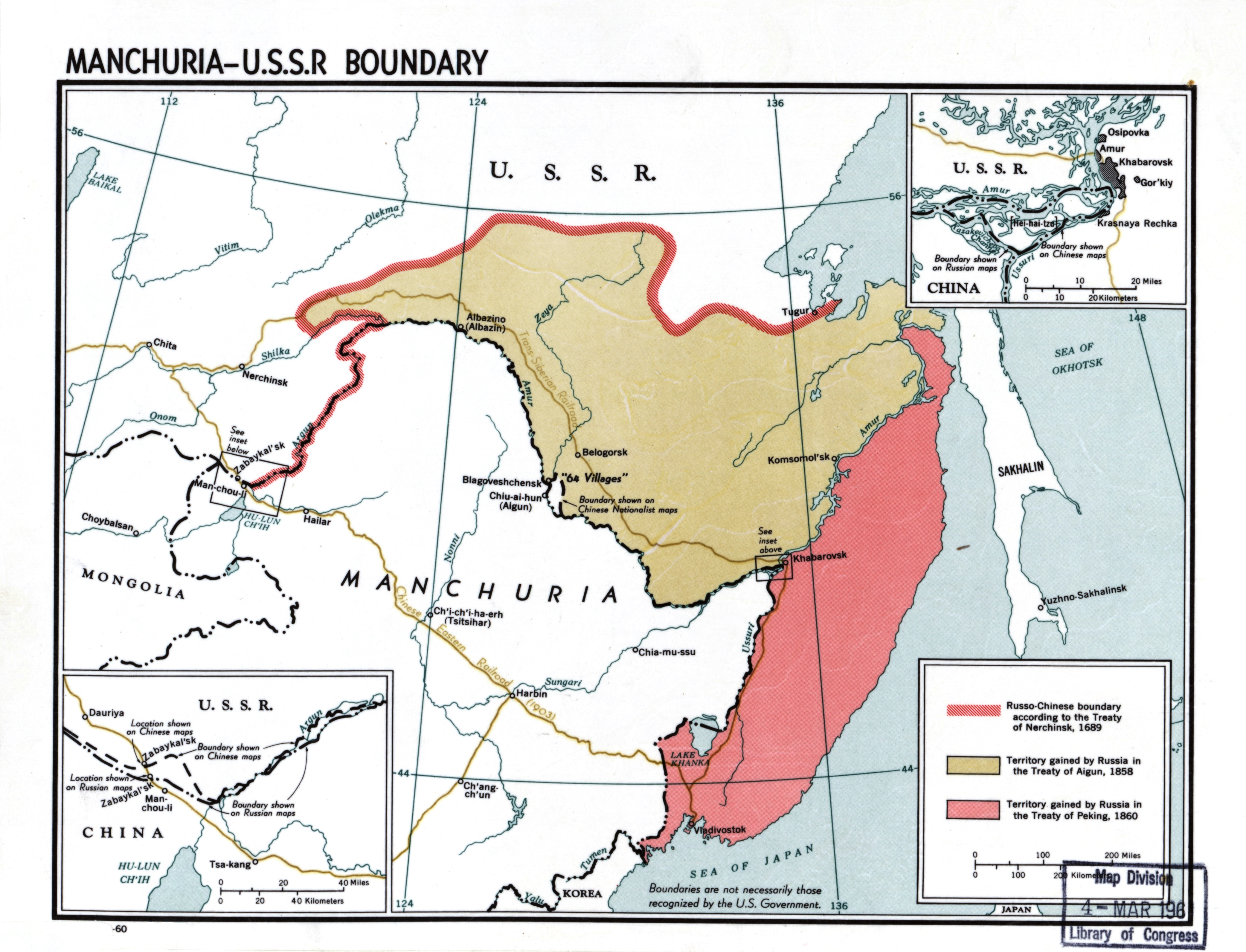
紅線為1689年尼布楚條約雙方訂明同意之中俄邊界；黃色為1858年《璦琿條約》失土，紅色為1860《北京條約》失土。

1858年5月英法聯軍入侵，俄国乘联军进犯天津、威胁北京之际，遣东西伯利亚总督尼古拉·穆拉维约夫率领多艘軍艦驶至瑷珲（今黑龍江省黑河市），向清朝黑龙江将军奕山提出俄方拟定的条约草案，主張以黑龙江为中俄國界，威脅若敢不從即联手英法犯清，更甚至於双方交涉期間令軍艦鸣枪放炮恐嚇。最終奕山於28日屈服签订《瑷珲条约》，黑龍江以北之國土盡數拱手割予沙俄，烏蘇里江以東之疆域則由中俄共同管理。兩年後，沙俄自詡調停戰事有功，再度脅迫清廷簽訂《中俄北京條約》，先前中俄共管之區域亦相繼落入沙俄手中，大清完全喪失日本海出海口。自此外東北全境盡數淪落俄國手中，並為其割佔至今。
1900年义和团运动爆發，清廷無暇兼顧東北國境，俄國遂派兵奪取江東六十四屯，並將當地華裔居民大肆屠戮殆盡，史稱庚子俄难。

### 俄羅斯統治時期
1919年，列寧領導下的蘇維埃俄國政府發表《致中國國民及南北政府宣言》(即蘇俄第一次《對華宣言》)，宣布废除1896年条约、1901年北京条约、1907年至1916年与日本签定的一切协定，并邀请中国政府就上述条约的废除进行谈判。不過，此宣言废除的仅是1896年以后签订的不平等条约，涉及江东六十四屯和满洲里的少量土地，废除帝俄在中国的领事裁判权和租界，放弃庚子赔款的俄国部分，放弃帝俄在中东铁路的特权等議題，而完全沒有提及1858年《璦琿條約》、1860年《北京条约》、1864年《勘分西北界約記》等割佔大片中國領土的不平等條約。
1920年，蘇聯對中國北洋政府發表第二次《對華宣言》，除重申首次宣言主要內容外，並建議中蘇兩國恢復外交關係。1923年，孫中山與蘇聯代表越飛於上海為進行聯俄容共政策進行協商後，所發表的《孫文越飛宣言》第二條，也保證遵循第二次宣言原則，拋棄帝俄時期全部的對華條約與強索權利，但仍仅指签订于1896年之后的不平等条约。而自斯大林1924年上臺後，蘇聯更否認第二次《對華宣言》。
第二次世界大戰期間，大日本帝國有意吞併外東北地區；德國入侵蘇聯后，日軍軍事行動「關特演」，就是北攻外東北，目的是給蘇聯遠東軍麻煩，無法調動支援歐洲抗德，但此一計畫於整場戰爭中完全沒有實行。1945年二戰結束後，中華民國國民政府曾公佈國界，表明除江東六十四屯外，蘇聯對外東北地區均有控制權，但雙方並無簽訂任何書面國際協議。隨後第二次國共內戰爆發，爭議於是先行擱置，至中華人民共和國成立以後亦然。
1991年，中華人民共和國時任最高领導人江澤民，與蘇聯正署《中蘇國界東段協定》，承認蘇聯對外满東北地區的統治權，並確定黑龍江為中俄兩國國界；此後，蘇聯迅速發生政治危機而崩解，俄羅斯聯邦獨立後，以此為原案繼續與中方談判。《中蘇國界東段協定》關於航行權的規定有：
- 第八条：“缔约双方同意，各类船只，包括军用船只，可从乌苏里江经哈巴罗夫斯克城下至黑龙江（阿穆尔河）无阻碍地往返航行。航行规则由双方主管部门制定。”
- 第九条：“苏方在与其有关方面同意中国船隻（悬挂中国国旗者）可沿本协定第二条所述第三十三界点以下的图们江通日本海往返航行。与此航行有关的具体问题将由有关各方协商解决。”

2001年，中華人民共和國與俄羅斯聯邦簽訂《中俄睦邻友好合作条约》，雙方於第六條中聲明對對方無領土聲索。
2014年8月27日，俄羅斯聯邦外交部長拉夫羅夫在特維爾的全俄羅斯青年論壇非正式見面會上，被提及中華人民共和國政府方面在教學上，將西伯利亞領土標示為「暫時失去的土地」，拉夫羅夫表示不必擔心，因為該地區經由一系列邊境協議決定，地圖集與現實政治無關。

## 地區

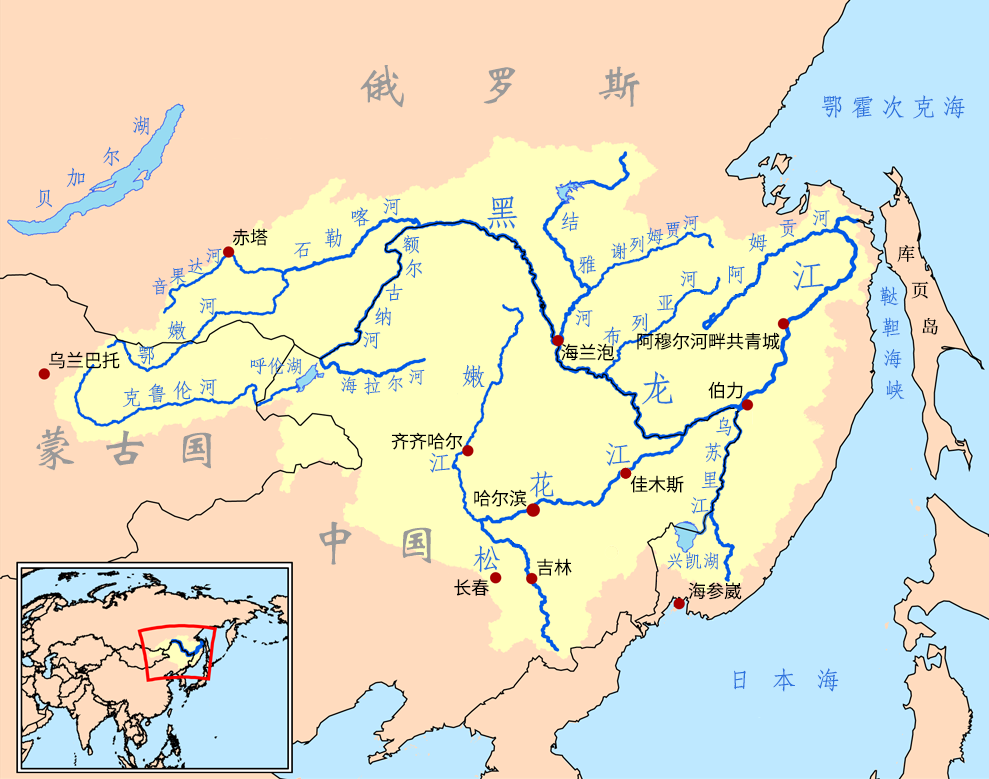
黑龍江流域

現時中国官方地图以俄文名音译標記外滿地名，但有不少規模較大的城鎮（如庫頁島、海参崴、伯力、双城子、海兰泡、庙街、雅克萨等）自清朝起即擁有滿漢地名，则会在俄語譯名後以括號補注滿漢地名；而華人民间则多直接以滿漢地名称之。

### 行政區劃
俄羅斯遠東聯邦管區下的以下行政區劃都外满洲範圍，自東西向北南向排序：
- 薩哈林州
- 哈巴羅夫斯克邊疆區的烏第河以南
- 濱海邊疆區
- 猶太自治州
- 阿穆爾州

| 俄罗斯在外滿的行政区划                               |
| 州、自治州、边疆区                                   |
| ---------------------------------------------------- |
| 200km · 125miles 博戈罗茨科耶 丘米坎 索尔涅奇内 苏维埃港 波林娜·奥西片科村 佩列亚斯拉夫卡 鄂霍次克 阿穆尔河畔尼古拉耶夫斯克 (庙街) 特罗伊茨科耶 青年城 维亚泽姆斯基 切格多门 瓦尼诺 比金 阿扬 阿穆尔斯克 (傅达里) 哈巴罗夫斯克 (伯力)'"`UNIQ--templatestyles-00000036-QINU`"' 哈巴罗夫斯克边疆区各区行政中心 Legend： · 1: 哈巴罗夫斯克 (伯力) 2: 阿穆尔斯克 (傅达里) 3: 阿扬 · 4: 比金 5: 瓦尼诺 6: 切格多门 7: 维亚泽姆斯基 · 8: 青年城 9: 特罗伊茨科耶 10: 阿穆尔河畔尼古拉耶夫斯克 (庙街) · 11: 鄂霍次克 12: 佩列亚斯拉夫卡 13: 波林娜·奥西片科村 · 14: 苏维埃港 15: 索尔涅奇内 16: 丘米坎 17: 博戈罗茨科耶 ·                                                     |
| 外东北不含哈巴罗夫斯克边疆区的阿扬、鄂霍次克、丘米坎 |
| 100km · 62miles 雅科夫列夫卡 斯莫利亚尼诺沃 丘古耶夫卡 切尔尼戈夫卡 霍罗利 斯拉维扬卡 (土拉子) 卡缅雷博洛夫 捷尔涅伊 斯帕斯克达利尼 卢切戈尔斯克 波格拉尼奇内 弗拉基米罗-亚历山德罗夫斯科耶 奥尔加 波克罗夫卡 沃利诺纳杰日金斯科耶 米哈伊洛夫卡 拉佐 新波克罗夫卡 基洛夫斯基 卡瓦列罗沃 达利涅列琴斯克 阿努奇诺 福基诺 大卡缅 乌苏里斯克 (双城子) 斯帕斯克达利尼 游击队城 纳霍德卡 (灠沟崴) 列索扎沃茨克 达利涅列琴斯克 达利涅戈尔斯克 阿尔乔姆 阿尔谢尼耶夫 符拉迪沃斯托克 (海参崴)'"`UNIQ--templatestyles-0000005D-QINU`"' 滨海边疆区各区行政中心、城市、市级镇 Legend： · 1: 符拉迪沃斯托克 (海参崴) 2: 阿尔谢尼耶夫 3: 阿尔乔姆 · 4: 达利涅戈尔斯克 5: 达利涅列琴斯克 6: 列索扎沃茨克 · 7: 纳霍德卡 (灠沟崴) 8: 游击队城 9: 斯帕斯克达利尼 · 10: 乌苏里斯克 (双城子) 11: 大卡缅 12: 福基诺 13: 阿努奇诺 · 14: 达利涅列琴斯克 15: 卡瓦列罗沃 16: 基洛夫斯基 17: 新波克罗夫卡 · 18: 拉佐 19: 米哈伊洛夫卡 20: 沃利诺纳杰日金斯科耶 21: 波克罗夫卡 · 22: 奥尔加 23: 弗拉基米罗-亚历山德罗夫斯科耶 24: 波格拉尼奇内 · 25: 卢切戈尔斯克 26: 斯帕斯克达利尼 27: 捷尔涅伊 28: 卡缅雷博洛夫 · 29: 斯拉维扬卡 (土拉子) 30: 霍罗利 31: 切尔尼戈夫卡 · 32: 丘古耶夫卡 33: 斯莫利亚尼诺沃 34: 雅科夫列夫卡 ·                                                     |
| 50km · 30miles 斯米多维奇 阿穆尔泽特 奥布卢奇耶 列宁斯科耶 比罗比詹'"`UNIQ--templatestyles-00000067-QINU`"' 犹太自治州各区行政中心 Legend： · 1: 比罗比詹 2: 列宁斯科耶 3: 奥布卢奇耶 · 4: 阿穆尔泽特 5: 斯米多维奇 ·                                                     |
| 100km · 62miles 齐奥尔科夫斯基 赖奇欣斯克 希马诺夫斯克 滕达 坦波夫卡 斯科沃罗季诺 谢雷舍沃 埃基姆昌 斯沃博德内 罗姆内 叶卡捷里诺斯拉夫卡 波亚尔科沃 新基辅斯基乌瓦尔 马格达加奇 康斯坦丁诺夫卡 伊万诺夫卡 结雅 扎维京斯克 新布列伊斯基 别洛戈尔斯克 阿尔哈拉 布拉戈维申斯克 (海兰泡)'"`UNIQ--templatestyles-00000082-QINU`"' 阿穆尔州各区行政中心、城市、市级镇 Legend： · 1: 布拉戈维申斯克 (海兰泡) 2: 阿尔哈拉 3: 别洛戈尔斯克 · 4: 新布列伊斯基 5: 扎维京斯克 6: 结雅 7: 伊万诺夫卡 · 8: 康斯坦丁诺夫卡 9: 马格达加奇 10: 新基辅斯基乌瓦尔 · 11: 波亚尔科沃 12: 叶卡捷里诺斯拉夫卡 13: 罗姆内 · 14: 斯沃博德内 15: 埃基姆昌 16: 谢雷舍沃 17: 斯科沃罗季诺 · 18: 坦波夫卡 19: 滕达 20: 希马诺夫斯克 · 21: 赖奇欣斯克 22: 齐奥尔科夫斯基 ·                                                     |

### 主要城市
- 海參崴（符拉迪沃斯托克）：濱海邊疆區首府
- 伯力（哈巴罗夫斯克）：哈巴羅夫斯克邊疆區首府
- 奇穆尼窩集（比罗比詹）：猶太自治州首府
- 諸民（阿穆尔河畔共青城）
- 海兰泡（布拉戈维申斯克）：阿穆爾州首府
- 灠沟崴（納霍德卡）：濱海邊疆區重要海港
- 雅蘭蘇（游击队城）：濱海邊疆區重要工業城市
- 瓦尼諾：哈巴羅夫斯克邊疆區重要海港
- 庙街（阿穆爾河畔尼古拉耶夫斯克）：哈巴羅夫斯克邊疆區重要內河港口
- 双城子（乌苏里斯克）：濱海邊疆區城市
- 土拉子（斯拉维扬卡）：濱海邊疆區城市
- 大孤石（大卡缅）：濱海邊疆區的保密行政區
- 福基諾：濱海邊疆區的保密行政區
- 齊奧爾科夫斯基：阿穆爾州的保密行政區